# Dziennik Urzędowy Guberni Radomskiej

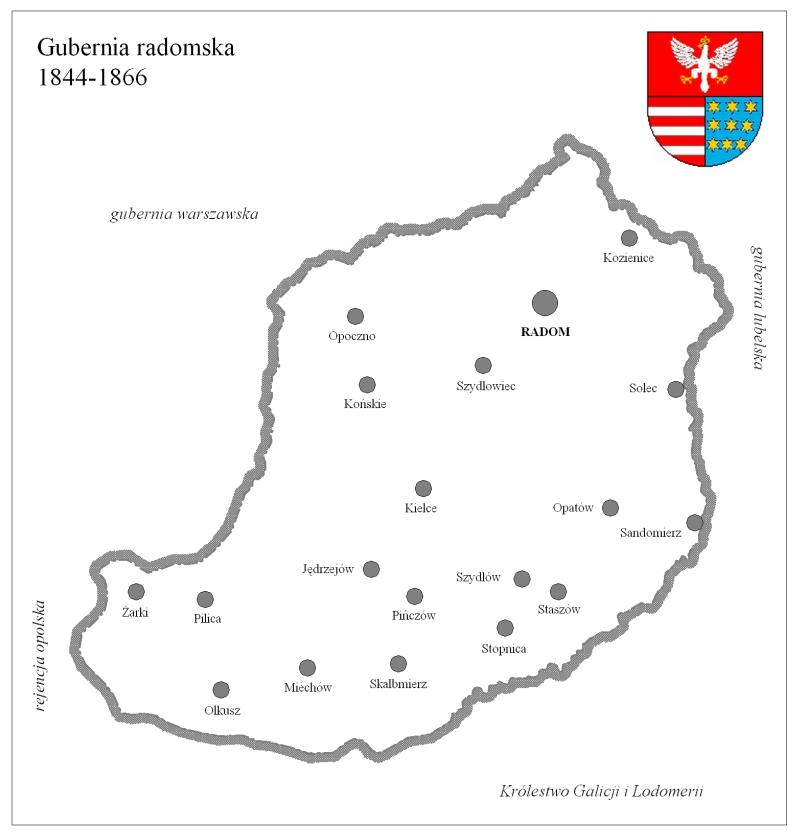
Gubernia radomska w latach 1844–1866

Dziennik Urzędowy Guberni Radomskiej (DUGR) - wydawnictwo zawierające akty normatywne guberni radomskiej oraz ich omówienia.
Zajął miejsce Dziennika Urzędowego Guberni Sandomierskiej, zaś potem sam został zastąpiony przez Wiadomości Gubernialne Guberni Radomskiej.
W Bibliotece Archiwum Państwowego w Radomiu znajdują się numery tego wydawnictwa z lat 1845–1866.